# پاتروس (واشینگتن)
پاتروس (به انگلیسی: Pateros) شهری در شهرستان اوکانوگان ایالت واشنگتن است که در سرشماری سال ۲۰۱۰ میلادی، ۶۶۷ نفر جمعیت داشته است.